# HATS-31
HATS-31 — одиночная звезда в созвездии Гидры на расстоянии около 2665 световых лет (около 817 парсек) от Солнца. Видимая звёздная величина звезды — +13,105m. Возраст звезды определён как около 4,3 млрд лет.
Вокруг звезды обращается, как минимум, одна планета.

## Характеристики
HATS-31 — жёлто-белая звезда спектрального класса F9. Масса — около 1,275 солнечной, радиус — около 1,72 солнечного, светимость — около 3,043 солнечной. Эффективная температура — около 5886 K.

## Планетная система
В 2016 году командой астрономов, работающих в рамках обзора HATSouth, было объявлено об открытии планеты HATS-31 b.